# Головин, Михаил Петрович
Михаи́л Петро́вич Голови́н (ум. 1689) — русский государственный деятель, стольник и воевода, окольничий (1677) и боярин (1682), второй сын окольничего Петра Петровича Головина.

## Биография
В 1676—1678, 1682—1688 годах Михаил Петрович Головин руководил Земским приказом. В 1677 году был пожалован в окольничие, а в 1678 году находился на воеводстве в Ярославле. В 1682 году Михаил Петрович Головин был главным устроителем венчания на царство братьев Ивана и Петра Алексеевичей.
М. П. Головин известен в конце 70-х и начале 80-х гг. XVII века тем, что возглавлял московскую администрацию и упоминается источниками прежде всего в связи с восстанием стрельцов в 1682 году.
После казни начальника Стрелецкого приказа боярина князя Ивана Андреевича Хованского (17 сентября) правительство царевны Софьи Алексеевны стало уже без опаски диктовать свою волю стрельцам: «Если ранее оно отступало и уступало желаниям стрельцов; теперь оно разговаривало с ними языком ультиматумов. Ранее стрельцы едва ли не в каждой новой челобитной домогались себе льгот и привилегий, добивались признания своих особых заслуг в майских событиях, в результате которых Софья Алексеевна стала правительницей при малолетних братьях-царях Иване и Петре; теперь они клялись в верности правительству, в отсутствии у них намерений участвовать в бунте. Более того, они выразили желание отказаться от ранее полученных льгот». Так, 27 сентября царевна Софья велела Михаилу Головину потребовать выдачи выборных от стрельцов, «вернувшихся с дороги в монастырь [Троице-Сергиев] в Москву, вина которых состояла в том, что они, вернувшись в столицу, учинили во всех полках возмущение и всполохи, затеяв воровски, чего не бывало». В тот же день последовали два указа Софьи Алексеевны Михаилу Головину, в которыхх ему предписывалось добиться: 1) от каждого полка надворной пехоты представления списков тех, «от кого у них в полках нынешняя смута учинилась»; 2) возвращения в арсеналы оружия, артиллерии, пороха и свинца, захваченных ими 18-19 сентября. Убедившись в безопасности пребывания в столице, Софья решила 1 ноября вернуться в Москву, и 2 ноября Михаил Петрович Головин получил указ о подготовке к торжественной встрече царей и Софьи. Жизнь в стрелецких полках нормализовалась.
В 1689 году боярин Михаил Петрович Головин скончался, оставив после себя трех сыновей: Автонома, Ивана и Михаила.